# Ásta Ragnheiður Jóhannesdóttir

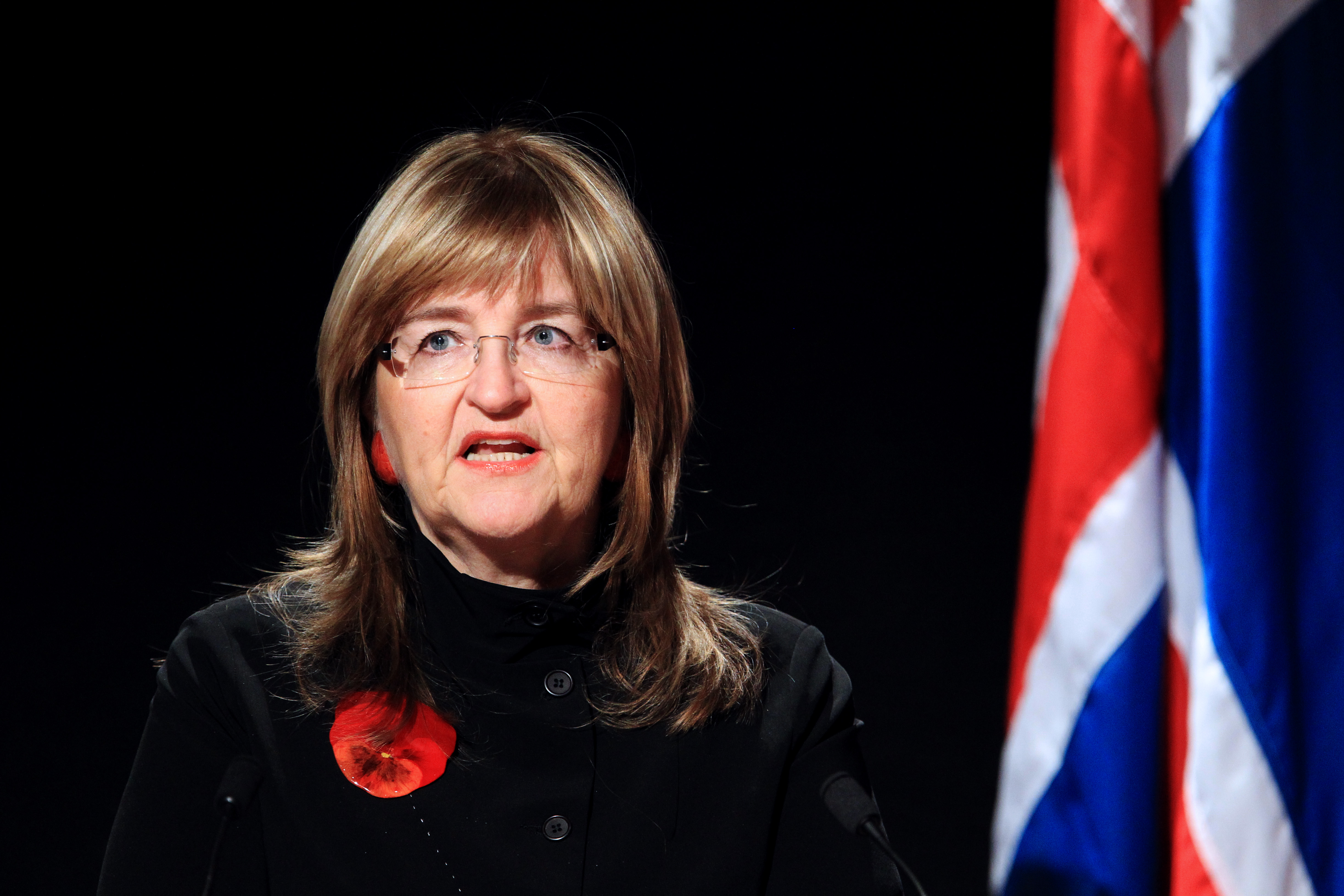
Ásta R. Jóhannesdóttir (2010)

Ásta Ragnheiður Jóhannesdóttir (* 16. Oktober 1949 in Reykjavík) ist eine isländische Politikerin der sozialdemokratischen Allianz und ehemalige Parlamentspräsidentin.
Ásta studierte von 1969 bis 1973 Sozialwissenschaften und Englisch an der Universität Island. Von 1969 bis 1972 war sie daneben als Flugbegleiterin bei Loftleiðir sowie als DJ tätig. Danach arbeitete sie unter anderem als Mittelschullehrerin, langjährig in der Programmplanung für Radio und Fernsehen beim isländischen Rundfunk Ríkisútvarpið sowie als Reiseleiterin für Auslandisländer. Von 1990 bis 1995 leitete sie eine Abteilung des nationalen Sozialversicherungsamtes.
Ásta gehörte zunächst der Fortschrittspartei an. 1995 wurde sie für die Partei Volkserwachen, die sich von der Sozialdemokratischen Partei Islands abgespaltet hatte, in das isländische Parlament Althing gewählt. Sie gehörte diesem bis 2013 an, seit 1999 (Fusion von Volkserwachen und Sozialdemokratischer Partei mit weiteren Parteien) für die Allianz. Zunächst vertrat sie den damaligen Wahlkreis Reykjavík, seit 2003 den Wahlkreis Reykjavík-Süd.
Vom 1. Februar bis zum 14. Mai 2009 war sie Ministerin für Soziales. Seit 2009 war Ásta Parlamentspräsidentin. Am 23. Juli 2012 wurde ihr für ihr Wirken im Dienste der Allgemeinheit der isländische Falkenorden (Kommandeur) verliehen.